# Ferentina
Ferentina è un'antica divinità della religione romana, venerata già dai Latini e dagli Ernici come dea dell'acqua e della fertilità.

## Il culto di Ferentina

### Etimologia
Il nome di "Ferentina" deriverebbe dal verbo latino "fero", "produco", perciò la traduzione letterale del nome della divinità sarebbe "colei che è fruttuosa", nome evidentemente collegato al suo culto.

### Culti locali di Ferentina
Il principale luogo di culto di Ferentina era il bosco Ferentano presso il "Caput Aquae Ferentinum" sui Colli Albani, alle pendici dell'attuale Monte Cavo (il "Mons Albanus" dei Latini), nel cuore del "Latium". Qui si svolgevano le riunioni annuali dei delegati della Lega Latina, l'organismo consultivo di una trentina di città latine: l'identificazione del luogo di riunione, il "Lucus Ferentinus", è stata a lungo oggetto di discussione tra gli archeologi, ed infine è stato collocato presso la località Prato della Corte nelle vicinanze di Marino. Recentemente è stata proposta un'altra ubicazione possibile presso Cecchina, frazione di Albano Laziale.
Altre località italiche il cui toponimo sarebbe collegato alla divinità sarebbero Ferento nel Lazio presso Viterbo, Ferentinum (oggi Ferentino, nella Valle Latina), Ferentillo in Umbria, Ferentum in Apulia e Ferentana nel Sannio.

## Ferentina nella mitologia
Secondo alcuni studiosi anglosassoni, il culto di Ferentina sui Colli Albani potrebbe essere collegato al culto di Diana presso l'antica Aricia, l'odierna Nemi. Questo culto è particolarmente celebre per il singolare "esame" che doveva superare gli avesse voluto candidarsi ad essere sacerdote del tempio, cioè "rex nemorensis": occorreva infatti eliminare fisicamente, in una lotta corpo a corpo, il precedente sacerdote prima di installarsi nella carica. L'ipotesi è che la venerazione di Ferentina fosse collegata alla fine ed all'inizio del ciclo vitale, necessario al proseguimento di ogni cosa vivente.